# Grube Glasebach

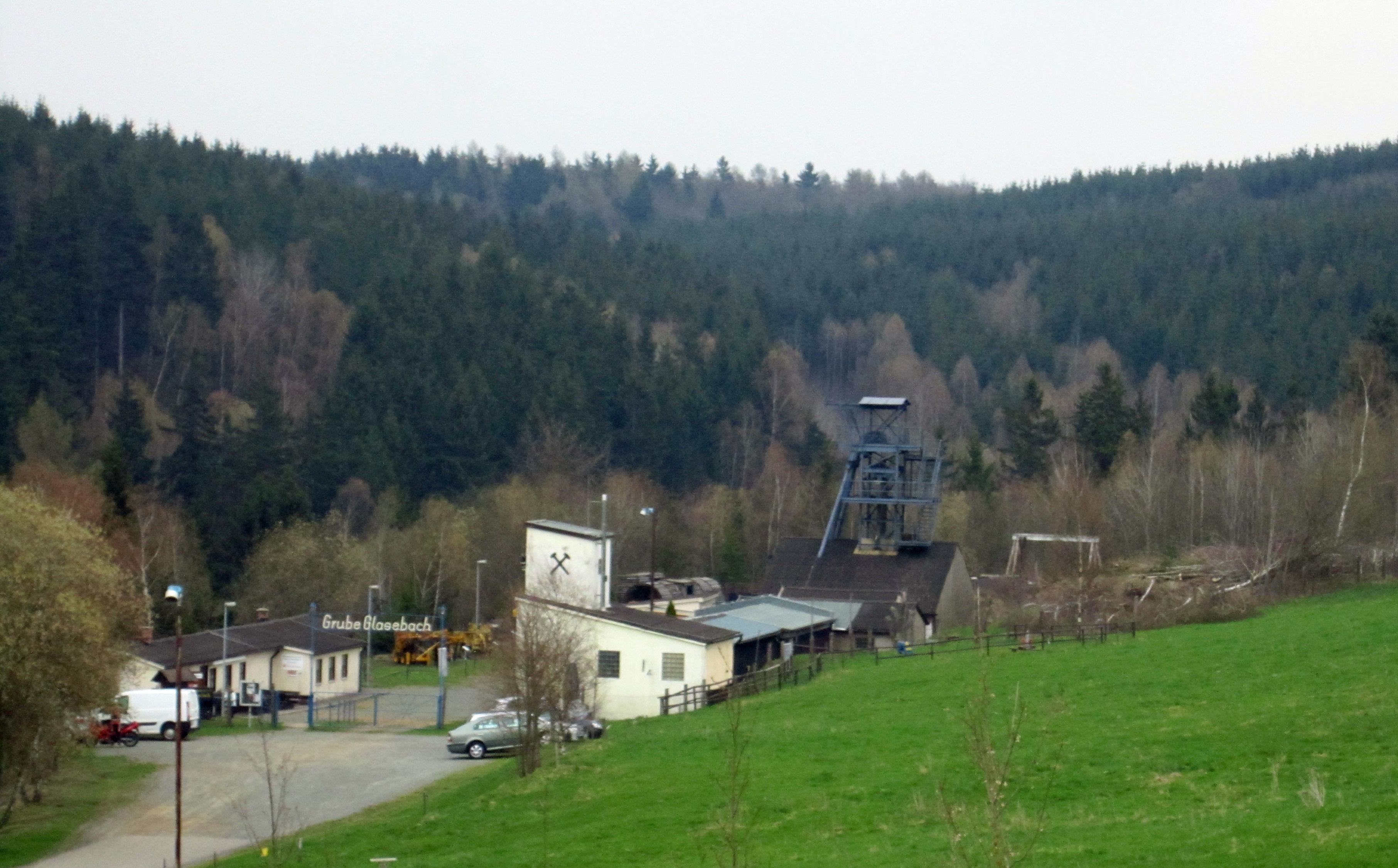
Grube Glasebach

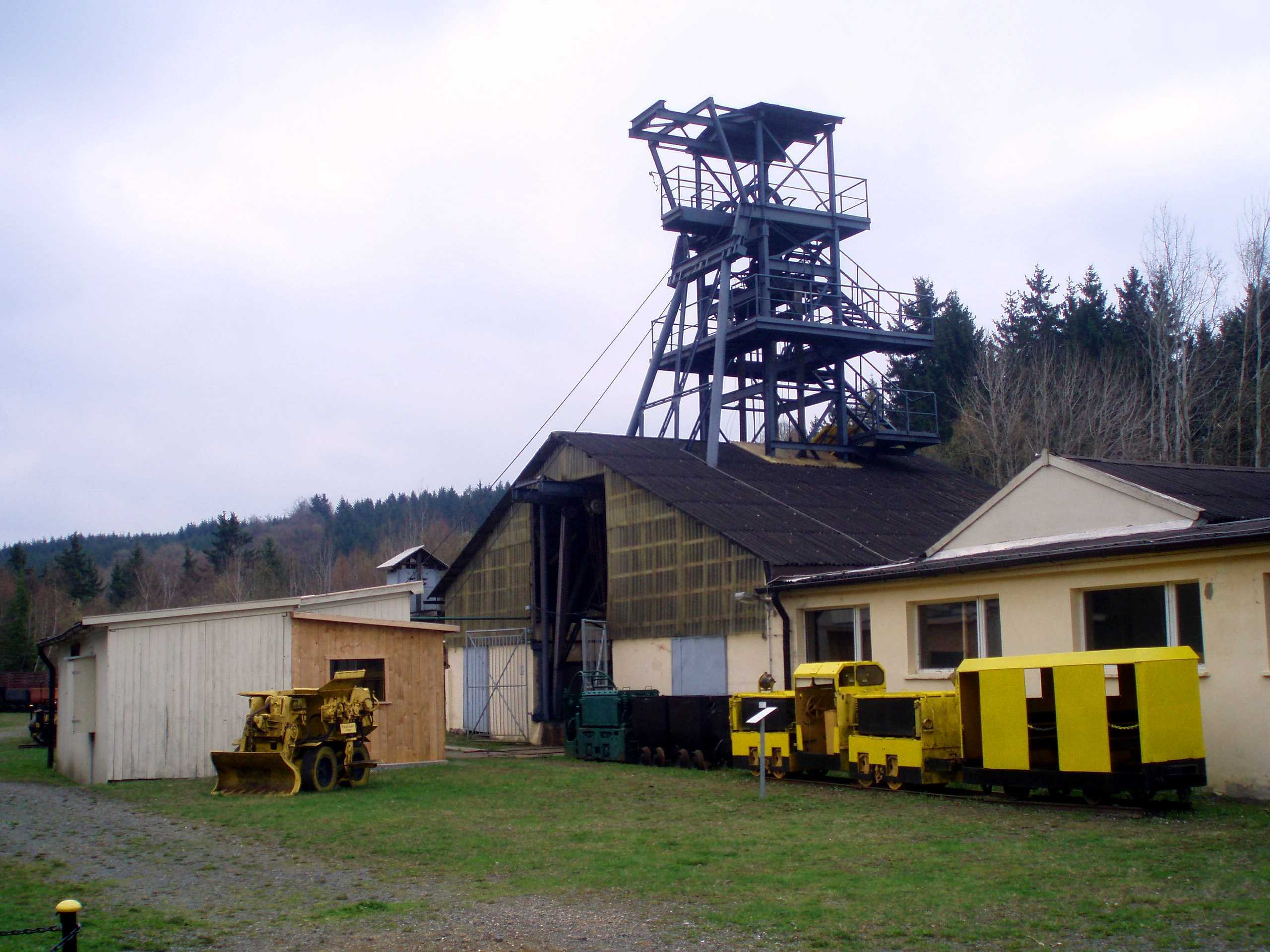
Übertägige Anlage mit Fördergerüst

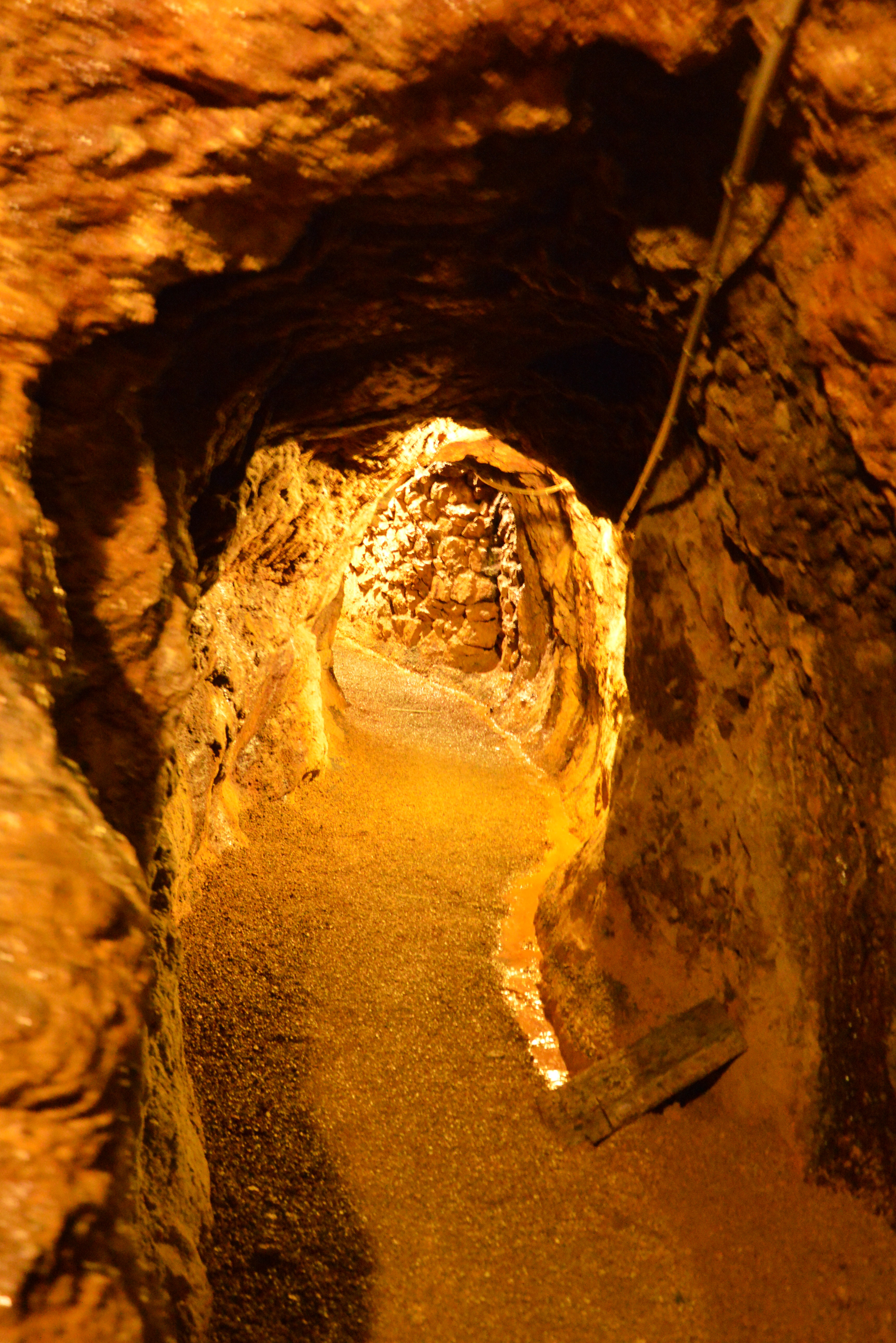
Stollen in der Grube

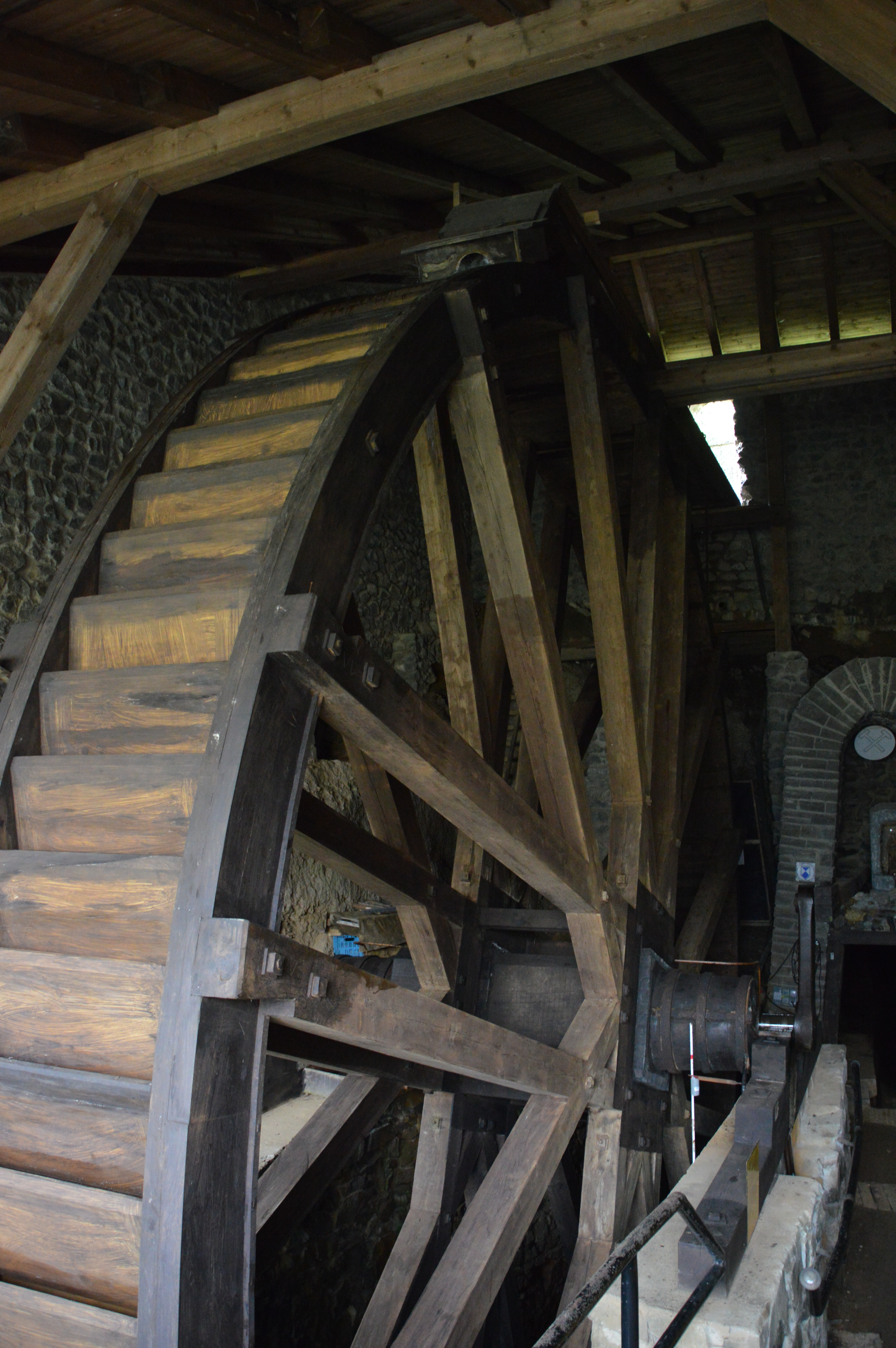
Nachbau des ursprünglichen Wasserrades

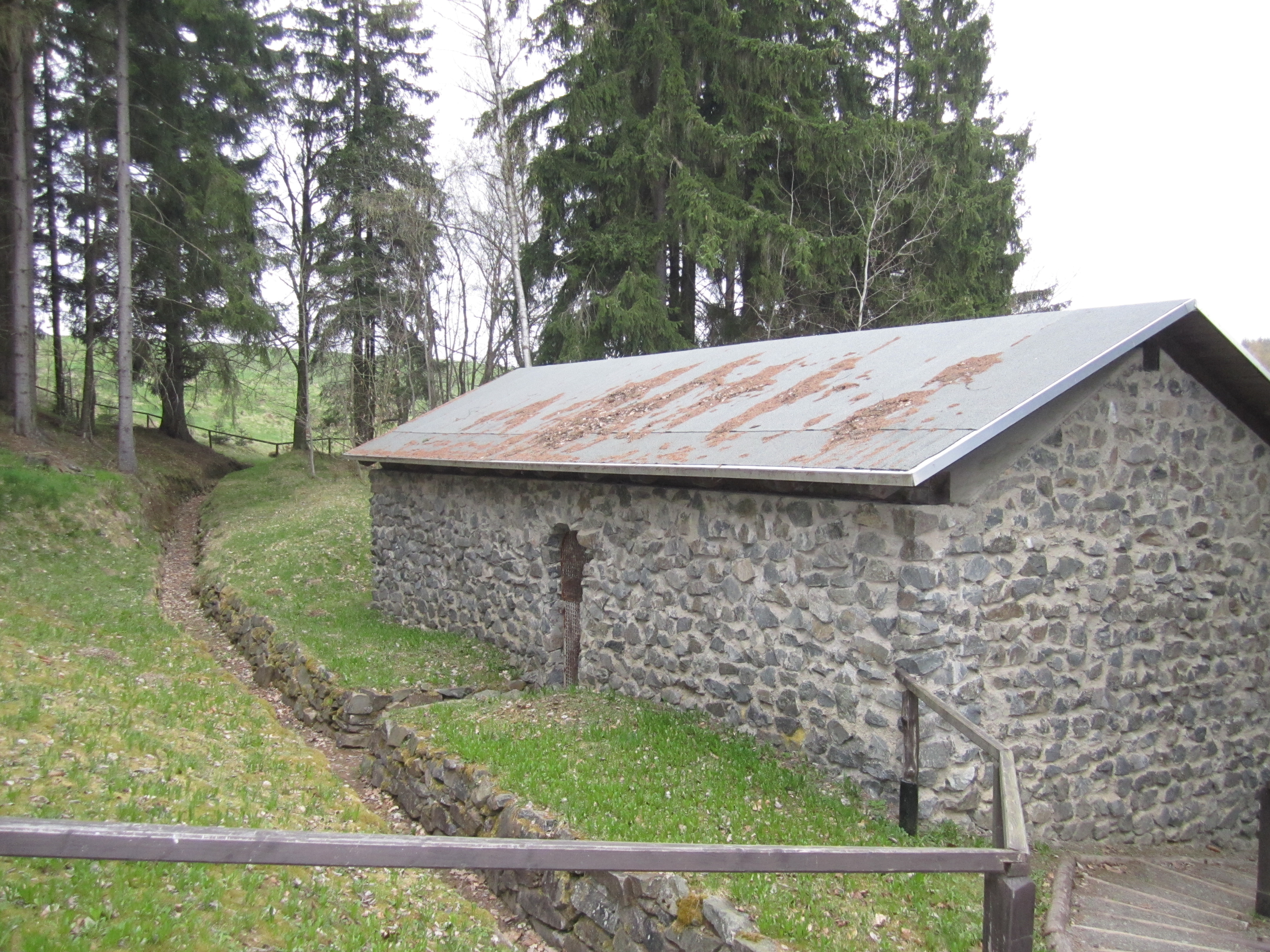
Radstube

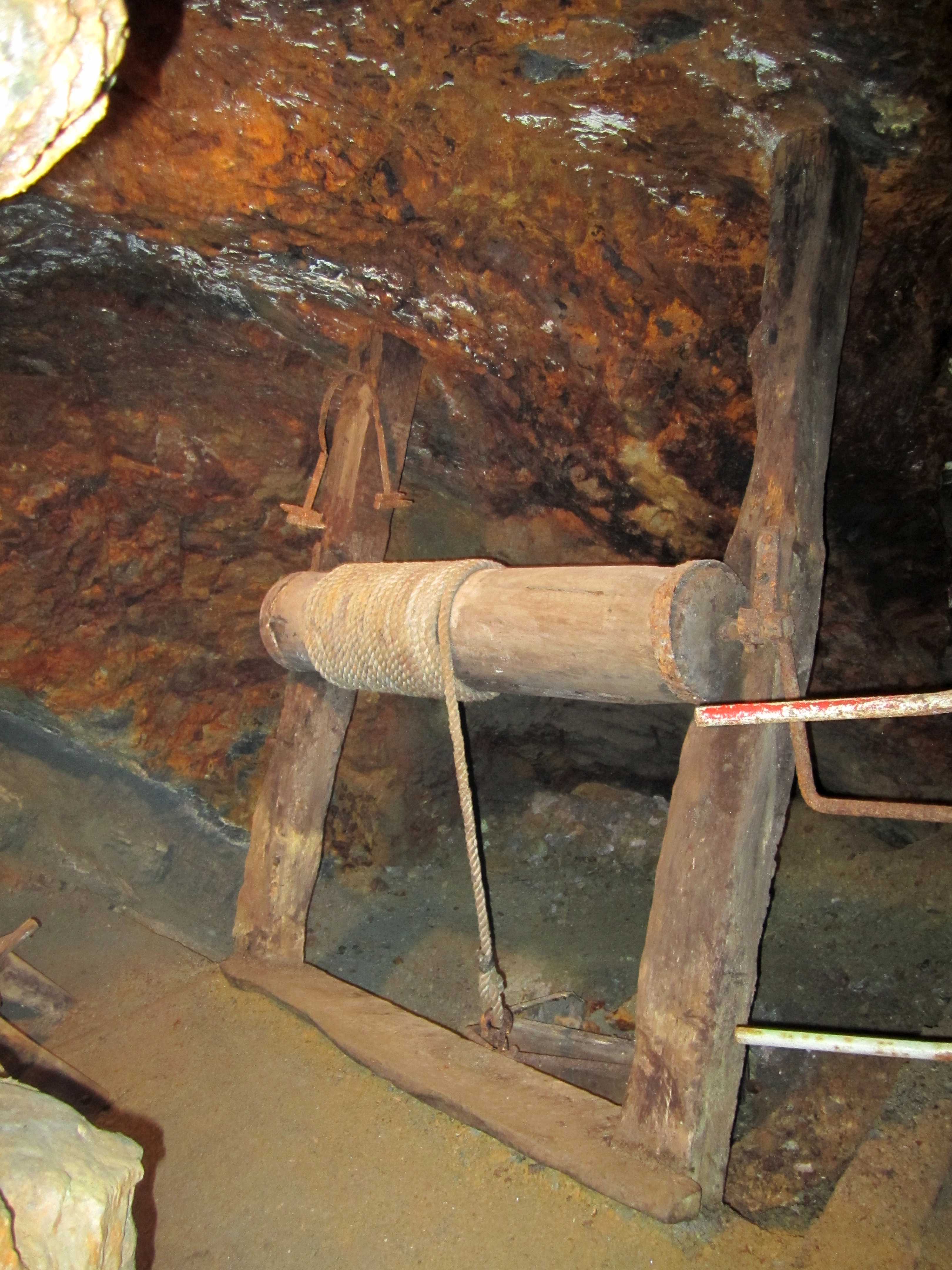
Einmännischer Haspel

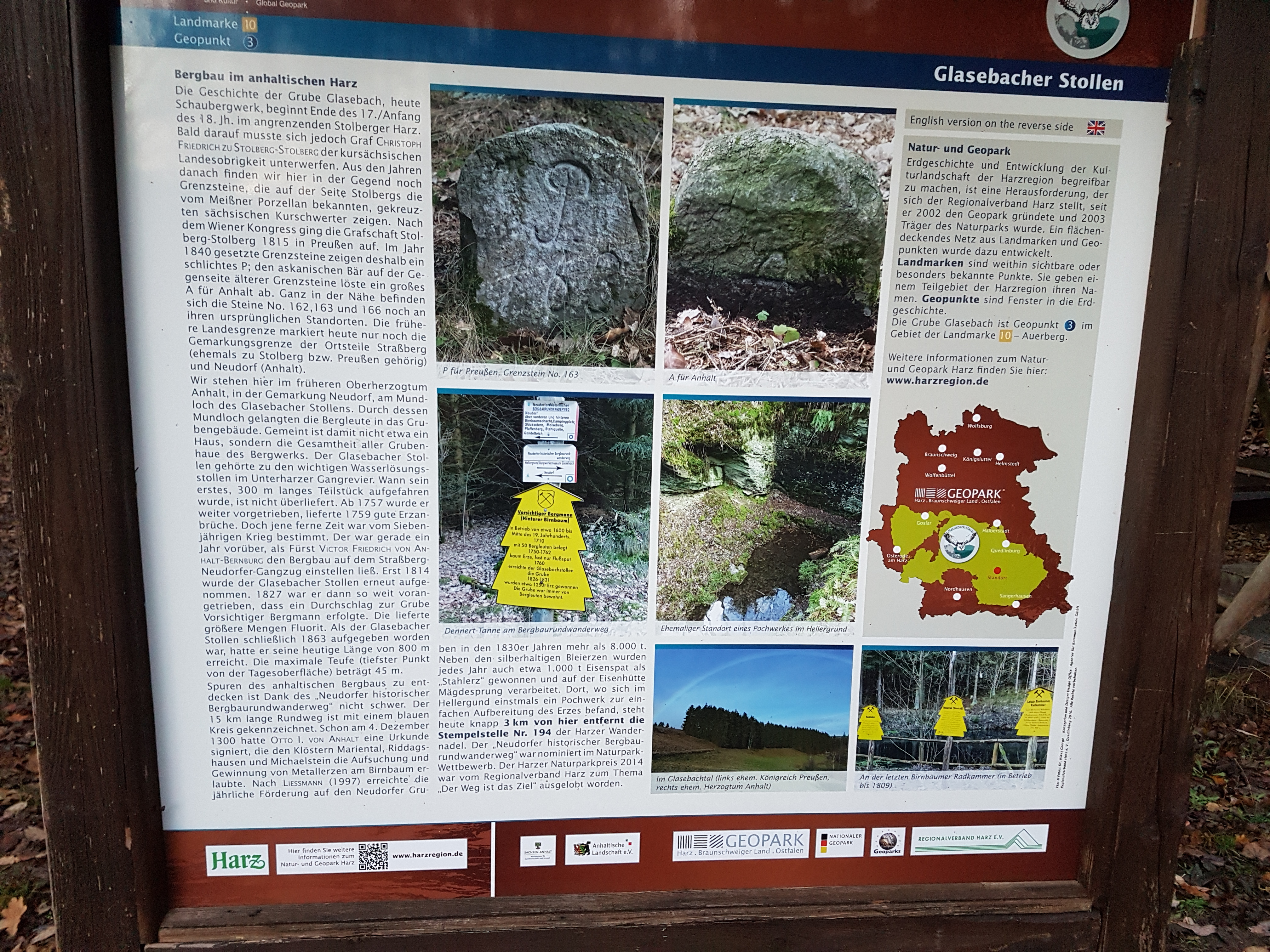
Infotafel Glasebacher Stollen, 2018

Die Grube Glasebach ist ein Bergwerksmuseum des Harzer Flussspat- und Silberbergbaus beim Ortsteil Straßberg der Stadt Harzgerode in der Montanregion Harz im sachsen-anhaltischen Landkreis Harz. Es wird von der AFG Harz mbH betrieben. Das Bergwerk wurde unter dem Namen Vertrau auf Gott gegründet.

## Geographische Lage
Die Grube Glasebach liegt im Glasebachtal im Unterharz im Naturpark Harz/Sachsen-Anhalt. Sie befindet sich am Glasebacher Weg etwa 800 m ostsüdöstlich von Straßberg am Straßberg-Neudorfer Gangzug (440,7 m) im Tal des Selke-Zuflusses Glasebach auf etwa 400 m ü. NHN Höhe.

## Geschichte und Beschreibung
Der Bergbau in der Umgebung von Straßberg geht bis auf die Zeit um das Jahr 1400 zurück. Am Heidelberg nördlich von Straßberg wurde Flussspat und Silber gewonnen und im Auftrag des Grafen zu Stolberg in einer Hütte im Ort verarbeitet. Am Glasebach, der die Grenze zwischen der Grafschaft Stolberg und dem Fürstentum Anhalt-Bernburg bildete, wurde ebenfalls reger Bergbau betrieben.
Eine erste urkundliche Erwähnung der heutigen Grube Glasebach ist aus dem Jahr 1689 als Seidenglanz überliefert. Für die Zeit von 1697 bis 1699 ist eine Belegung und Förderung in der Grube nachgewiesen. 1701 erfolgte unter Leitung von Georg Christoph von Utterodt eine Neumutung als Vertrau auf Gott. 1705 wurden, unter Nutzung alter Grubenanlagen, Ausrichtungsarbeiten vorgenommen. Altes Kunstgezeug wurde entfernt und eine neue Pumpenanlage eingefügt. 1729 nahmen vier Straßberger eine erneute Neumutung vor. Die Grube wurde jetzt als Glasebach betrieben, dann aber 1736 wieder stillgelegt. Die Straßberger Gewerkschaft nahm die Förderung 1752 wieder auf. Für das Jahr 1762 ist, trotz des Siebenjährigen Kriegs, eine Belegung der Grube mit acht Mann, 1763 mit 17 Mann bekannt. Der seigere Förderschacht erreichte seine Endteufe. Der Schrägschacht der Grube bestand bis zur 5. Sohle. Beide Schächte wurden durch mit Wasserkraft betriebene Pumpen entwässert. Die Strecken in der Grube wurden mit einrädrigen Förderkarren bewältigt, die über Eichenbohlen geführt wurden. 1765 erfolgte eine erneute Stilllegung, bis der Betrieb 1772 wieder aufgenommen wurde. Durch eine Misswirtschaft unter Bergrat von Gärtner wurde die Grube 1776 für längere Zeit stillgelegt.
Erst 1810 nahm man die Förderung von Fluorit wieder auf. In 80 Meter Tiefe wurde im sogenannten Neuen Bau in Abbaufirsten oberhalb der 5. Sohle gefördert. 1822 ging eine neue Wasserkunst in Betrieb. Zwischen 1837 und 1855 wurde der Bergbau besonders intensiv betrieben. Der Stollen der 5. Sohle wurde 80 Meter nach Westen getrieben, wo dann jedoch der Flußspatgang endete. 1856 wurde der Förderschacht durch eine Verbühnung in Höhe der Stollensohle verschlossen. Die Förderung ruhte danach für fast 100 Jahre.
In der Zeit der DDR wurde der alte Schacht dann 1949/1950 durch den VEB Verfestigungen und Abdichtungen Schachtbau Nordhausen geöffnet, erkundet und bis unter die fünfte Sohle abgeteuft. Die Neuauffahrung ergab letztlich nur eher geringe Vorkommen an Fluorit, die Förderung wurde jedoch durchgeführt. In den 1950er Jahren wurden als übertägige Zweckbauten der Grube, diverse, bis heute erhaltene hölzerne Baracken errichtet. Am 26. September 1956 kam es aus einem alten Grubenbau zu einem Wassereinbruch, bei dem sechs Bergleute umkamen.
1976 wurde ein zwölf Meter hohes stählernes Fördergerüst errichtet, das bis heute den Übertagebereich prägt. Der Bau erfolgte nach Plänen des Staßfurter Kalikombinats und wurde von Mitarbeitern der Straßberger Grube durchgeführt.
Im Jahr 1982 wurde die Flussspatförderung eingestellt, da die Abbauwürdigkeit zu gering erschien. Die Grube wurde jedoch als Wetter- und Materialschacht für die Flussspatgrube Fluorschacht offen gehalten. Am 5. Januar 1990 fand die letzte Seilfahrt statt.
Bereits 1980 hatte es durch den damaligen Förderbetrieb VEB Fluss- und Schwerspatbetrieb Rottleberode Bemühungen gegeben, die Grube Glasebach als Technisches Denkmal auszuweisen und als Schaubergwerk zu betreiben. Zwar wurde die Grube 1983 tatsächlich als Denkmal der Produktions- und Verkehrsgeschichte in die Kreisdenkmalliste aufgenommen, unter finanziellen Gesichtspunkten wurde der Plan eines Schaubergwerks jedoch nicht umgesetzt. 1984 wurde daher eine Verfüllung der Schachtanlage und der Abriss der übertägigen Anlagen grundsätzlich beschlossen. Übertägig war ab 1986 der Bau einer Bungalowsiedlung geplant. 1987 begann man mit den untertägigen Verwahrungsmaßnahmen.
Im Juli 1989 stellte die Kreisdenkmalpflege das Fördergerüst unter Denkmalschutz. In der Bevölkerung gab es Widerstand gegen die geplante Beseitigung der Grube. In Straßberg gründete sich, sicher auch vor dem Hintergrund der Wende der Montanverein Straßberg, der sich für die Bewahrung der Bergbaugeschichte des Orts einsetzte. Trotzdem wurde im Oktober 1989 noch dem Bau der Bungalowsiedlung zugestimmt, wobei die Ortschronisten dem geplanten Abriss des Fördergerüsts widersprachen. Im Januar 1990 wendete sich auch das Denkmalpflegeamt Halle gegen die Beseitigung der Grube, im Februar 1990 gab es eine Bevölkerungsinitiative samt Unterschriftensammlung für den Grubenerhalt und gegen die Bungalowsiedlung. Während der VEB Harzer Spatgruben sich unter Berufung auf Formfehler gegen die ursprüngliche Unterschutzstellung wandte, beschwerte sich der Zweigverein Straßberg des Harzklubs gegen die untertägige Verwahrung. Das Bergamt Halle erteilte im Juli 1990 einen Verwahrungsstop. Im März 1991 fiel letztlich die Entscheidung, die Grube Glasebach langfristig als Kulturdenkmal zu erhalten und öffentlich zugänglich zu machen. Bereits im April 1991 flossen erste Fördermittel, im Juni wurden die übertägigen Sanierungsarbeiten durch eine Arbeitsbeschaffungsmaßnahme aufgenommen. Die untertägigen Maßnahmen zur musealen Nutzung begannen im Mai 1992. Zugleich wurde auch die historische Radkammer gefunden und freigelegt. Im Juni erfolgte die Erneuerung der Trockenmauerung des Schleiftroges vom Kunstrad, im September 1993 erhielt es eine Einhausung. Seit August 1993 gehörte die Grube nach Ankauf zum Eigentum der Gemeinde Straßberg. Im Dezember des Jahres entstand die Trafostation und wurde der Ausbau der Weidegasse zur Grube aufgenommen. Die Straße wurde im September 1994 eingeweiht.
Im Juni 1995 wurde die Grube Glasebach als Bergwerksmuseum eröffnet. Bereits im Januar war der Förderverein Zur Förderung und Erhaltung der Unterharzer Bergwerksmuseen gegründet worden. Das Museum zeigt untertägig den Bergbau aus der Zeit des 17. bis 19. Jahrhunderts und übertägig die Anlagen aus der Zeit der DDR.
Im Museum ist unter anderem der 1990 im Zuge der Sanierung geborgene alte hölzerne Grundablass des Unteren Kiliansteichs ausgestellt, nachdem dieser von den Harzwasserwerken in Clausthal-Zellerfeld einer Langzeitkonservierung unterzogen wurde. Gezeigt wird auch ein aus der fünften Sohle geborgener Deutscher Türstock. Erhalten ist auch die Kaue, die Ausstattung der Grubenrettungsstelle, die Station zur Aufladung der Lampen und die mittels eines Schiffsdiesels erfolgte Notstromversorgung.
In der Grube sind Reste der historischen Wasserkunst erhalten. Bemerkenswert sind auch zwei erhaltene Haspelkammern.
Das Schaubergwerk Glasebach ist als Nr. 175 in das System der Stempelstellen der Harzer Wandernadel einbezogen. Im örtlichen Denkmalverzeichnis ist das Bergwerk unter der Erfassungsnummer 094 45110 als Denkmalbereich verzeichnet.

### Glasebachstollen

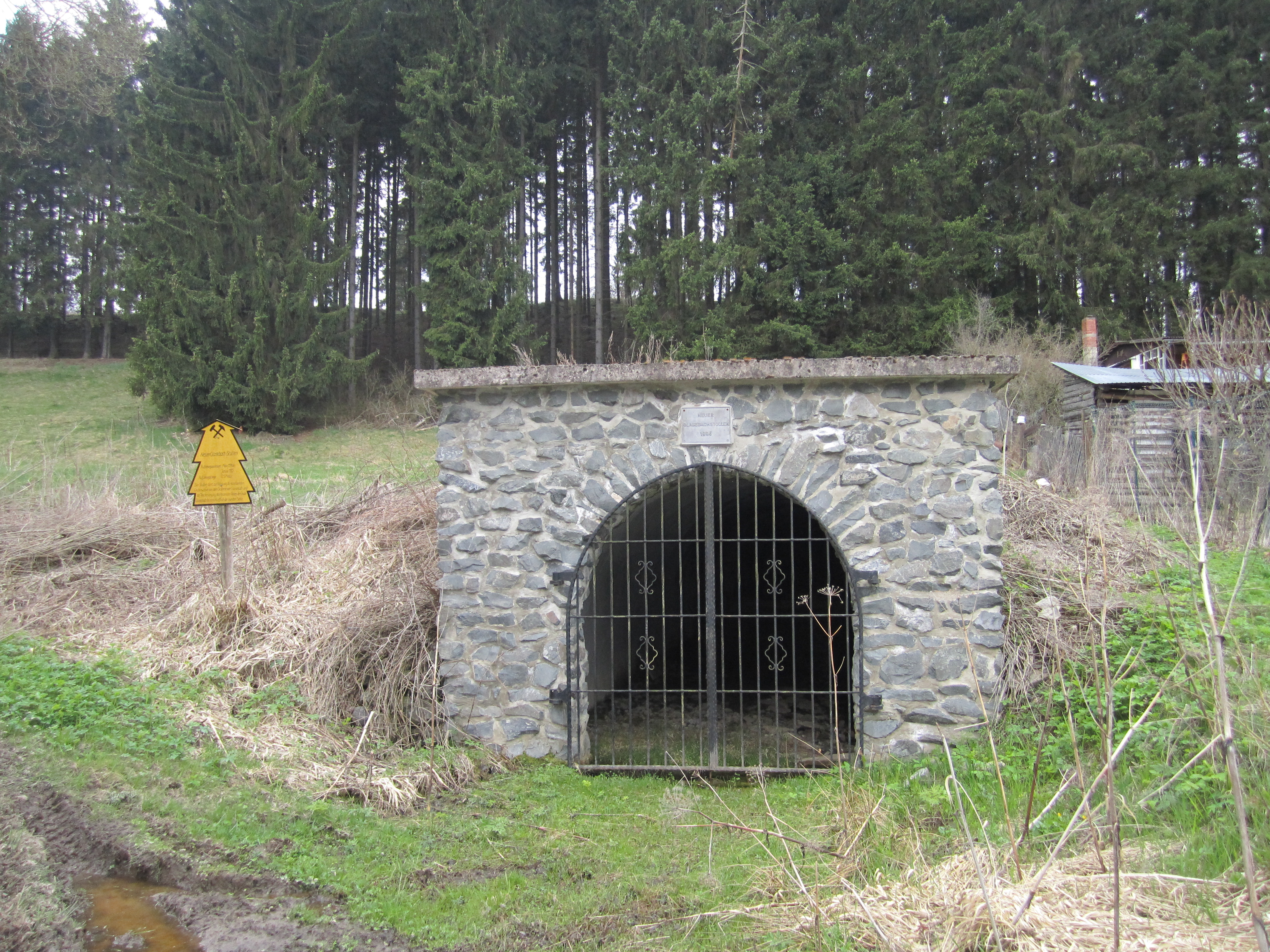
Glasebachstollen

Etwa 300 Meter östlich der Grube Glasebach liegt der zur Grubenanlage gehörende Glasebachstollen. Er wurde bereits vor 1690 aufgefahren und ist nach Osten in Richtung der Grube Vorsichtiger Bergmann angelegt. Letztlich erreichte der Stollen eine Länge von 360 Metern. In den 1970er Jahren wurde der Stollen erkundet, eine Wiederaufnahme der Förderung erfolgte jedoch nicht. Mit öffentlicher Förderung wurden 110 Meter des Stollens im Jahr 1991 saniert. Im hinteren Teil des Stollens leben Fledermäuse.

### Gedenkstätte

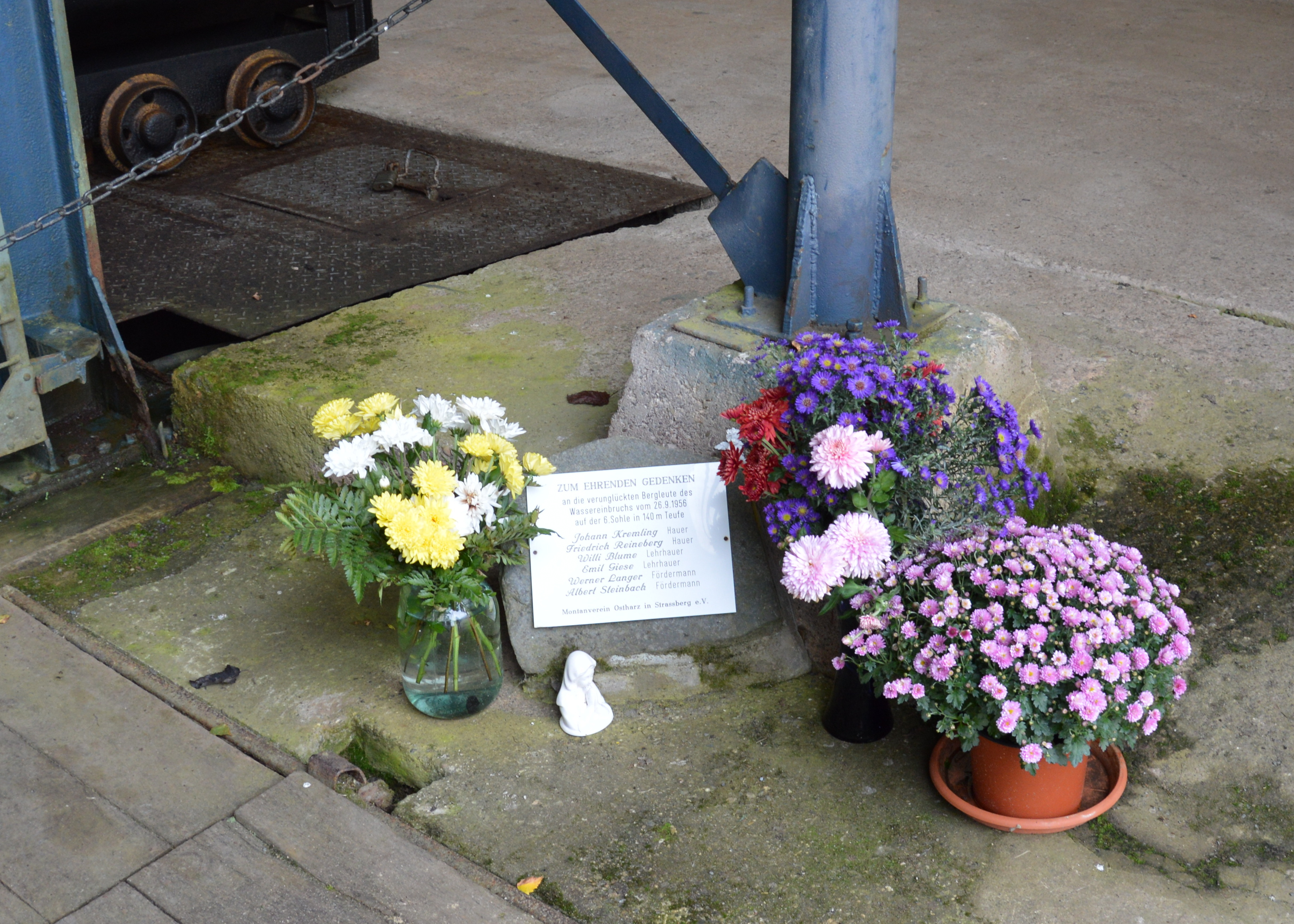
Gedenkstätte

Zum Gedenken an die Opfer des Grubenunglücks vom 26. September 1956 ist am Fuß des Fördergerüsts eine Gedenkstätte eingerichtet. Auf einem Stein ist eine Gedenktafel angebracht. Sie trägt die Inschrift:
ZUM EHRENDEN GEDENKEN

an die verunglückten Bergleute des

Wassereinbruchs vom 26.9.1956

auf der 6. Sohle in 140 m Teufe

Johann Kremling Hauer

Friedrich Reineberg Hauer

Willi Blume Lehrhauer

Emil Giese Lehrhauer

Werner Langer Fördermann

Albert Steinbach Fördermann

Montanverein Ostharz in Strassberg e. V.

## Galerie
- Kunstrad

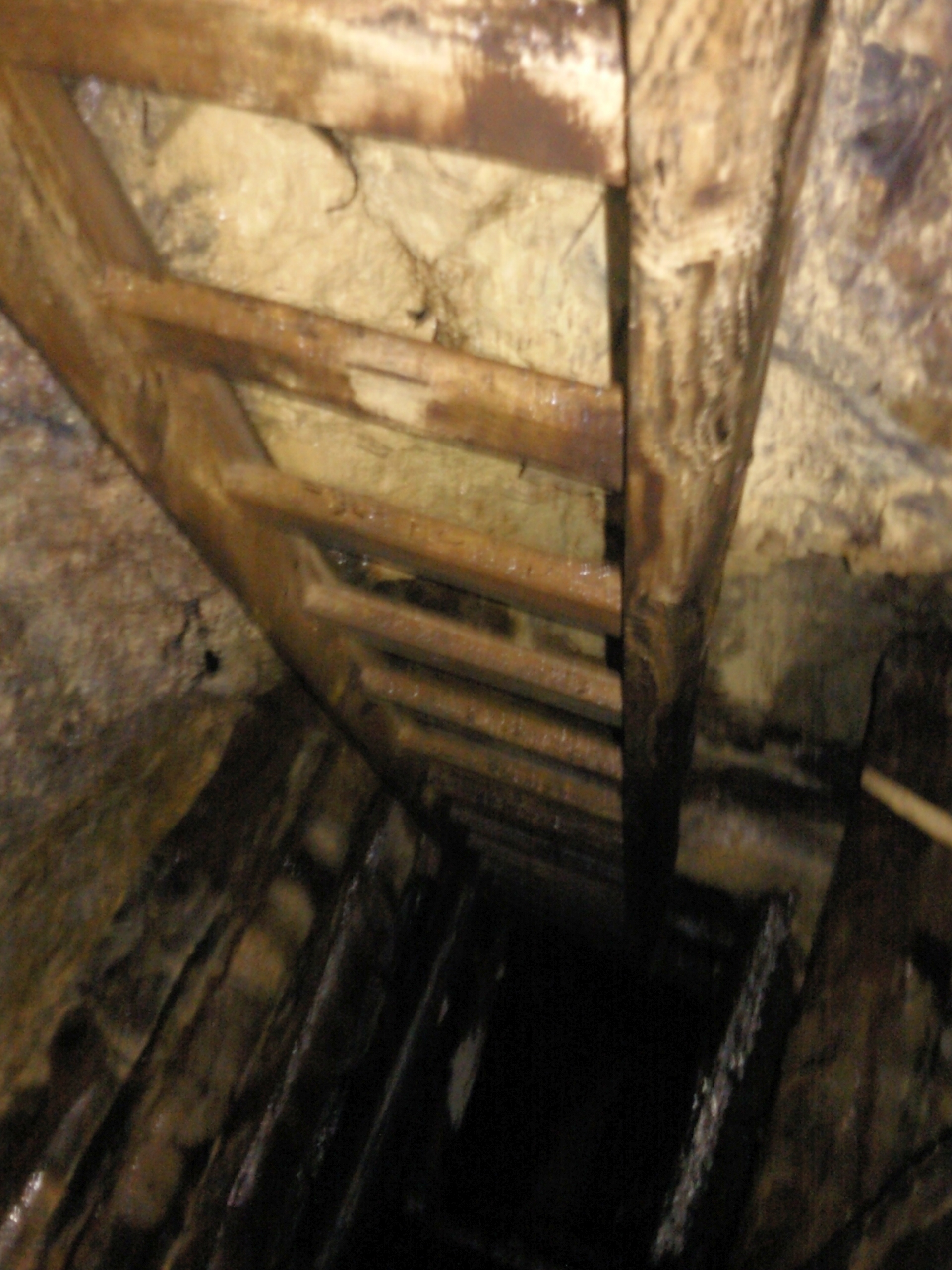
Fahrt im Schacht
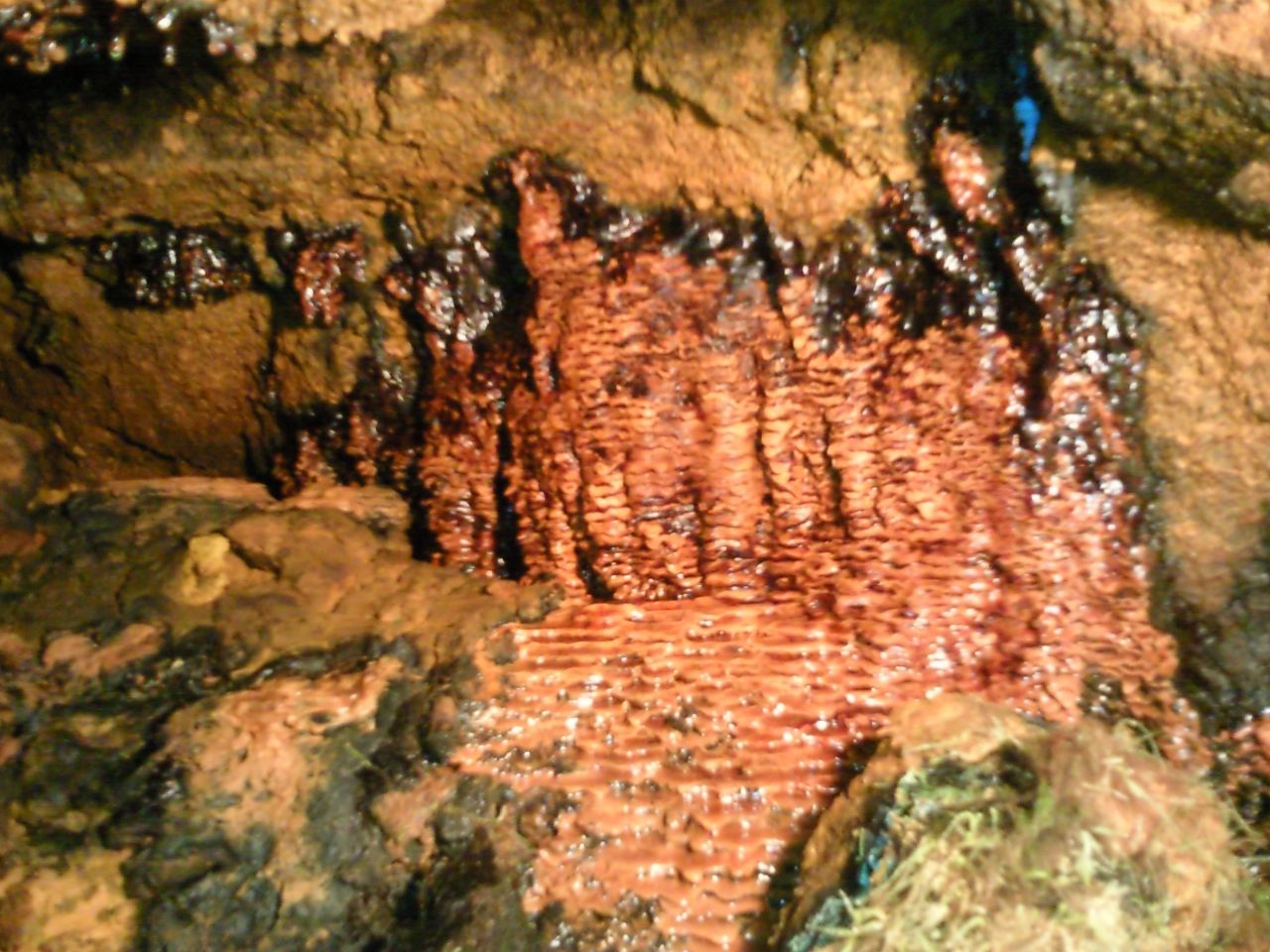
Versinterungen